# Синій меч
«Синій меч» (англ. The Blue Sword) — фентезійний роман американської письменниці Робін Маккінлі. Роман розповідає про Ангарад «Гаррі» Крю, нещодавно осиротілу молодою жінкою, на віддаленому форпості в пустелі в колонізованому Дамарі, де її брат проходить службу в армії Батьківщини. Коли вона зустрічає Корлата, містичного короля горян Дамарі, Гаррі відкриває свої власні магічні здібності та долю, яка змушує жінку врятувати Дамар від вторгнення.
«Синій меч» вперше надрукували 1982 року видавництвом Greenwillow Books. 
Роман отримав премії Newbery Honor Award, Horn Book Fanfare, нагороду ALA Best of the Best Books for Young Adults, ALA Notable Children's Book Award та ALA Best Fiction for Young Adults.
У 1985 році Робін Маккінлі опублікувала роман «Герой і корона», приквел до «Блакитного меча».

## Сюжет

### Від видавця
Це історія Гаррі Крю, дівчини-сироти з Батьківщини, яка стає Харімад-сол, королівським вершником, і спадкоємцем Блакитного меча Гонтурана, яким не володіла жодна жінка з тих пір, як легендарна леді Аерін сама брала його в бій.

### Сюжет
Після смерті свого батька Ангарад «Гаррі» Крю приєднується до брата Річарда в Істані, віддаленому військовому форпості колоніальної влади, відому як Батьківщина. Незабаром після прибуття її викрадає король Корлат з волелюбних гірських жителів Дамара.
Спочатку Корлат мав на меті лише попередити батьківщину про майбутнє вторгнення демонічних племен Півночі. Після того, як його попередження ігнорується, його «келар» (спадкова магічна сила) змушує його взяти Гаррі в полон. Корлат не розуміє, для чого послужить Гаррі, але наказує своїм людям ставитися до неї як до почесної гості. Гаррі незабаром пристосовується до життя з Дамарянами. Вона вивчає їх мову та звичаї,а також починає тренуватися як воїн, саме під час цих тренувань й починає з’являтися її прихований келар. На турнірі Гаррі демонструє свою майстерність верхової їзди та бойові навички на турнірі, після чого стає однією з королівських Вершників. Корлат також дарує жінці синій меч, який в далекому минулому належав легендарній героїні дамарійців леді Аерін.
З наближенням вторгнення північних племен Гаррі розривається між вірністю Батьківщині та її новому дому, Дамару. Вона повинна кинути виклик Корлату і використати всі свої навички, включаючи силу келара, щоб об’єднати батьківщинців і дамарійців для перемогти сіверян.

## Головні герої
- Ангарад «Гаррі» Крю: головна героїня, збідніла сирота, яку відправляють до віддаленої колонії Дарія, щоб бути з її братом Річардом. Горда, вперта і свідома, вона конфліктує з багатьма людьми навколо неї. Завдяки своєму магічному дару та бажанням вчитися, вона знаходить своє місце серед горян, дотримуючись культури своєї батьківщини.
- Корлат: король горян Дамара і один з небагатьох, хто все ще володіє магічним даром. Незважаючи на те, що короля його народ обожнює, він також гордий та впертий у тому, що він вважає найкращими інтересами для свого народу.
- Полковник Джек Дедгем: Батьківщинець та військовий командир форпосту в Істані. Один із небагатьох батьківщинців, хто намагається дізнатися про горян більше інформації та полюбити їх культуру.
- Матін: один з вершників Корлата і вчитель Гаррі військово мистецтва, а також мови та культури горян.
- Лют: чарівник, який є радником Корлату та горців. Вище вказаний герой також з'являється в романі «Герой і корона»[6].

## Нагороди
- Медаль Джона Ньюбері
- Найкраща дитяча фантастична книга[7]
- Відома книга АЛА[8]